# Slowenische Meisterschaften im Skispringen 2017
Die slowenischen Meisterschaften im Skispringen 2017 fanden am 23. Dezember 2017 in Planica statt. Es wurden bei den Männern ein Einzel- und ein Teamspringen sowie bei den Frauen ein Einzelspringen ausgetragen.
Titelverteidiger von 2016 waren bei den Männern im Einzel Jernej Damjan und im Team der SK Triglav Kranj in Person von Domen Prevc, Cene Prevc, Žiga Jelar und Nejc Dežman sowie bei den Frauen im Einzel Maja Vtič.

## Austragungsort
| Schanze             | Bild                     | Ort     | Land      | Baujahr           | Hillsize | K-Punkt |
| ------------------- | ------------------------ | ------- | --------- | ----------------- | -------- | ------- |
| Bloudkova Velikanka | Bloudkova Velikanka 2014 | Planica | Slowenien | 1933 (Umbau 2013) | 139 m    | 125 m   |

## Teilnehmer
Es nahmen insgesamt 62 Männer und sieben Frauen aus 15 Vereinen an mindestens einem der drei Wettbewerbe teil.

### Männer
| Verein            | Athleten |
| ----------------- | --- |
| ND Rateče Planica | Aleš Hlebanja, Anže Lavtižar, Bor Pavlovčič, Lojze Petek, Rok Tarman                                                                                             |
| NŠD Medvode       | Marjan Jelenko |
| NSK Tržič – FMG   | Matevž Malovrh, Mitja Mežnar, Anže Semenič, Urban Sušnik |
| SD Dolomiti       | Bernard Dobre |
| SK Triglav        | Nejc Dežman, Nik Fabijan, Žiga Jelar, Robert Kranjec, Kristjan Lesnik, Cene Prevc, Domen Prevc, Peter Prevc, Urban Remic, Jošt Sušnik, Nejc Toporiš, Aljaž Vodan |
| SK Zagorje        | Tomi Jovan, Rok Juvančič, Andraž Pograjc, Miran Zupančič |
| SSD Stol          | Tjaš Grilc, Rok Justin |
| SSK Ihan          | Tilen Bartol, David Krapež, Miha Kveder, Gašper Štupar |
| SSK Ilirija       | Tine Bogataj, Martin Capuder, Jan Halec Makovec, Lovro Kos, Jan Kus, Benjamin Podobnik, Urban Rogelj, Matija Štemberger, Matija Vidic                            |
| SSK Ljubno BTC    | Medard Brezovnik, Jan Bombek, Žak Mogel, Luka Robnik, Matevž Samec, Lovro Vodušek, Timi Zajc                                                                     |
| SSK Logatec       | Tim Babnik, Matej Likar, Jaka Matko, Andraž Modic |
| SSK Mengeš        | Anže Lanišek, Matjaž Pungertar, Leon Šarc |
| SSK Velenje       | Ožbej Jelen, Aljaž Osterc, Patrik Vitez, Vid Vrhovnik |
| SSK Žiri          | Tomaž Naglič, Rok Oblak |

### Frauen
| Verein      | Athletinnen                |
| ----------- | -------------------------- |
| SK Zagorje  | Katja Požun                |
| SSK Bohinj  | Katra Komar                |
| SSK Ilirija | Urša Bogataj, Špela Rogelj |
| SSK Velenje | Jerneja Brecl              |
| SSK Žiri    | Ema Klinec, Nika Križnar   |

## Ergebnisse Männer

### Einzel
Im Einzelspringen der Männer von der Großschanze gingen 50 Athleten aus 14 Vereinen an den Start, von denen die folgenden 30 den zweiten Durchgang erreichten.
| Platz | Athlet         | Verein            | Weite 1 | Weite 2 | Punkte |
| ----- | -------------- | ----------------- | ------- | ------- | ------ |
| 01    | Timi Zajc      | SSK Ljubno BTC    | 142,0   | 133,0   | 0270,0 |
| 02    | Anže Semenič   | NSK Tržič – FMG   | 139,0   | 126,5   | 0258,4 |
| 03    | Tilen Bartol   | SSK Ihan          | 130,0   | 135,0   | 0257,0 |
| 0     | Peter Prevc    | SK Triglav        | 136,0   | 129,0   | 0257,0 |
| 05    | Tomaž Naglič   | SSK Žiri          | 131,5   | 126,5   | 0243,9 |
| 06    | Žiga Jelar     | SK Triglav        | 125,0   | 130,5   | 0236,9 |
| 07    | Andraž Pograjc | SK Zagorje        | 128,0   | 126,0   | 0235,7 |
| 08    | Anže Lanišek   | SSK Mengeš        | 127,5   | 123,0   | 0227,9 |
| 09    | Domen Prevc    | SK Triglav        | 126,5   | 124,0   | 0227,4 |
| 10    | Aljaž Osterc   | SSK Velenje       | 126,5   | 119,5   | 0219,3 |
| 11    | Miran Zupančič | SK Zagorje        | 125,5   | 120,5   | 0218,8 |
| 12    | Rok Tarman     | ND Rateče Planica | 123,5   | 123,0   | 0218,7 |
| 13    | Andraž Modic   | SSK Logatec       | 121,5   | 124,5   | 0216,8 |
| 14    | Žak Mogel      | SSK Ljubno BTC    | 126,5   | 120,0   | 0215,7 |
| 15    | Nejc Dežman    | SK Triglav        | 124,0   | 121,5   | 0212,4 |

| Platz | Athlet           | Verein            | Weite 1 | Weite 2 | Punkte |
| ----- | ---------------- | ----------------- | ------- | ------- | ------ |
| 16    | Robert Kranjec   | SK Triglav        | 125,0   | 119,0   | 0212,2 |
| 17    | Jan Kus          | SSK Ilirija       | 121,0   | 120,5   | 0204,2 |
| 18    | Rok Justin       | SSD Stol          | 119,0   | 118,5   | 0202,0 |
| 19    | Aljaž Vodan      | SK Triglav        | 118,5   | 118,0   | 0198,2 |
| 20    | Jan Bombek       | SSK Ljubno BTC    | 114,5   | 119,0   | 0190,8 |
| 21    | Matevž Samec     | SSK Ljubno BTC    | 116,5   | 115,5   | 0189,6 |
| 22    | Bor Pavlovčič    | ND Rateče Planica | 113,5   | 119,0   | 0186,5 |
| 23    | Miha Kveder      | SSK Ihan          | 115,0   | 113,5   | 0181,8 |
| 24    | Medard Brezovnik | SSK Ljubno BTC    | 113,0   | 115,0   | 0179,9 |
| 25    | Lovro Vodušek    | SSK Ljubno BTC    | 113,0   | 112,0   | 0174,5 |
| 26    | Nik Fabijan      | SK Triglav        | 113,0   | 108,0   | 0166,8 |
| 27    | Vid Vrhovnik     | SSK Velenje       | 111,5   | 107,0   | 0161,8 |
| 28    | Matija Vidic     | SSK Ilirija       | 110,5   | 106,5   | 0159,1 |
| 29    | Urban Sušnik     | NSK Tržič – FMG   | 109,5   | 105,5   | 0155,5 |
| 30    | Tjaš Grilc       | SSD Stol          | 111,0   | 101,0   | 0148,6 |

### Team
Im Teamspringen der Männer von der Großschanze gingen 48 Athleten in zwölf Teams aus neun Vereinen an den Start, von denen sich die folgenden auf den Plätzen eins bis acht klassifizierten.
| Platz | Team              | Athleten                                           | Punkte                      | Gesamt |
| ----- | ----------------- | -------------------------------------------------- | --------------------------- | ------ |
| 01    | SK Triglav 1      | Žiga Jelar Peter Prevc Nejc Dežman Domen Prevc     | 0258,9 0263,0 0236,6 0241,6 | 1000,1 |
| 02    | SSK Ljubno BTC    | Matevž Samec Jan Bombek Žak Mogel Timi Zajc        | 0180,1 0210,5 0223,2 0278,6 | 0892,4 |
| 03    | SK Triglav 2      | Robert Kranjec Nik Fabijan Aljaž Vodan Cene Prevc  | 0214,1 0206,4 0228,8 0206,4 | 0855,7 |
| 04    | ND Rateče Planica | Lojze Petek Anže Lavtižar Rok Tarman Bor Pavlovčič | 0156,9 0196,4 0237,9 0243,9 | 0835,1 |

| Platz | Team          | Athleten                                              | Punkte                      | Gesamt |
| ----- | ------------- | ----------------------------------------------------- | --------------------------- | ------ |
| 05    | SSK Ilirija 1 | Urban Rogelj Matija Vidic Tine Bogataj Jan Kus        | 0171,4 0181,8 0205,5 0222,3 | 0781,0 |
| 06    | SK Zagorje    | Tomi Jovan Rok Juvančič Miran Zupančič Andraž Pograjc | 0160,0 0132,8 0227,1 0236,1 | 0756,0 |
| 07    | SSK Velenje   | Ožbej Jelen Aljaž Osterc Patrik Vitez Vid Vrhovnik    | 0143,2 0236,6 0156,0 0199,2 | 0735,0 |
| 08    | SSK Ihan      | Gašper Štupar David Krapež Miha Kveder Tilen Bartol   | 0068,3 0178,8 0217,0 0270,8 | 0734,9 |

## Ergebnisse Frauen
Im Einzelspringen der Frauen von der Großschanze gingen sieben Athletinnen aus fünf Vereinen an den Start.
| Platz | Athletin      | Verein      | Weite 1 | Weite 2 | Punkte |
| ----- | ------------- | ----------- | ------- | ------- | ------ |
| 01    | Ema Klinec    | SSK Žiri    | 126,5   | 130,0   | 0238,7 |
| 02    | Urša Bogataj  | SSK Ilirija | 123,0   | 125,5   | 0222,3 |
| 03    | Nika Križnar  | SSK Žiri    | 126,0   | 124,0   | 0219,0 |
| 04    | Špela Rogelj  | SSK Ilirija | 118,5   | 118,0   | 0198,7 |
| 05    | Jerneja Brecl | SSK Velenje | 118,5   | 119,5   | 0197,4 |
| 06    | Katra Komar   | SSK Bohinj  | 112,5   | 115,5   | 0180,4 |
| 07    | Katja Požun   | SK Zagorje  | 109,0   | 105,0   | 0149,7 |